# Lista de presidentes de Moçambique
Esta é a lista dos presidente de Moçambique. Na República de Moçambique o presidente é o chefe de estado e de governo desde 1975, com a independência do país e a selecção de Samora Moíses Machel. O atual mandatário é Daniel Chapo, eleito em 2024. 

## Exigências
- Deve-se ter mais de 35 anos e se nascido e naturalizado em Moçambique.
- Deve ter plenos poderes de suas capacidades mentais e físicas. (Artigo 147)
- Ter grande experiência política.

## Poderes e Deveres
O presidente da República de Moçambique detém amplos poderes executivos, sendo o símbolo máximo da unidade do país. Garante a defesa da constituição, do governo e dos líderes do parlamento. Ele também pode convocar referendos, conceder o julgamento, prisão ou perdão a delitos contra a Nação, além de ter poderes de demitir e nomear o governo e dissolver a Assembleia Nacional. Outros como assinar paz, declarar guerra e celebrar tratados também são incluídos. 

## Histórico
O cargo de Presidente de Moçambique foi criado em 25 de junho de 1975, no mesmo dia da independência do país em relação a Portugal e do fim da Guerra de Independência. A primeira eleição ocorreu em 1977, onde o presidente provisório Samora Machel foi eleito até 1986, quando morreu em um acidente aéreo. Logo depois, um conselho provisório formado pelos principais ministros do país governou por um curto período de 16 dias, até à eleição do até então Primeiro-ministro, Joaquim Chissano como presidente da República Popular de Moçambique. 
Em 1991, com a retirada do país do Bloco Socialista, houve a edição de uma nova constituição que renomeou o país como República de Moçambique. Quatro anos depois, em 1994, ocorreram as primeiras eleições democráticas, onde Joaquim Chissano ganhou. Este ganharia a eleição de 1999 e governaria até 2005. Neste ano, Armando Guebuza venceu a eleição presidencial e governou até 2015, ano em que Filipe Nyusi assumiria, sendo reeleito em 2019.

## Lista de presidentes
| №                               | Retrato                         | Nome (Nac.-Morte) | Mandato                         | Mandato                         | Tempo de Governo                | Eleição                         | Partido político                |
| República Popular de Moçambique | República Popular de Moçambique | República Popular de Moçambique | República Popular de Moçambique | República Popular de Moçambique | República Popular de Moçambique | República Popular de Moçambique | República Popular de Moçambique |
| ------------------------------- | ------------------------------- | --- | ------------------------------- | ------------------------------- | ------------------------------- | ------------------------------- | ------------------------------- |
| 1                               |                                 | Samora Machel (1933-1986) | 25 de junho de 1975             | 19 de outubro de 1986           | 11 anos, 116 dias               | 1977                            | FRELIMO                         |
| -                               |                                 | Governo Provisório da FRELIMO Marcelino dos Santos Joaquim Chissano Alberto Chipande Armando Guebuza Jorge Rabelo Mariano de Araújo Matsinhe Jacinto Soares Veloso Mário da Graça Machungo José Óscar Monteiro | 19 de outubro de 1986           | 4 de novembro de 1986           | 18 dias                         | -                               | FRELIMO                         |
| 2                               |                                 | Joaquim Chissano (n.1939) | 4 de novembro de 1986           | 1 de dezembro de 1990           | 4 anos, 25 dias                 | -                               | FRELIMO                         |
| República de Moçambique         |                                 | |                                 |                                 |                                 |                                 |                                 |
| 2                               |                                 | Joaquim Chissano (n.1939) | 1 de dezembro de 1990           | 2 de fevereiro de 2005          | 14 anos, 63 dias                | 1994 1999                       | FRELIMO                         |
| 3                               |                                 | Armando Guebuza (n.1943) | 2 de fevereiro de 2005          | 15 de janeiro de 2015           | 9 anos, 347 dias                | 2004 2009                       | FRELIMO                         |
| 4                               |                                 | Filipe Nyusi (n.1959) | 15 de janeiro de 2015           | 15 de janeiro de 2025           | 10 anos                         | 2014 2019                       | FRELIMO                         |
| 5                               |                                 | Daniel Chapo (n.1977) | 15 de janeiro de 2025           | Presente                        | Incumbente                      | 2024                            | FRELIMO                         |